# Malcolm X (film)
Malcolm X – amerykański film biograficzny z 1992 roku w reżyserii Spike’a Lee, opowiadający o afroamerykańskim aktywiście Malcolmie X. Scenariusz filmu oparty jest na autobiografii Malcolma X. W roli tytułowej wystąpił Denzel Washington, który za tę rolę został nominowany do Oscara.

## Obsada
- Denzel Washington – Malcolm X
- Angela Bassett – Betty Shabazz
- Albert Hall – Baines
- Al Freeman Jr. – Elijah Muhammad
- Delroy Lindo – West Indian Archie
- Spike Lee – Shorty
- Theresa Randle – Laura
- Kate Vernon – Sophia
- Lonette McKee – Louise Little
- Tommy Hollis – Earl Little

w pozostałych rolach
- Bobby Seale – mówca #1
- Al Sharpton – mówca #2
- Christopher Plummer – Chaplain Gill
- Karen Allen – panna Dunne
- Peter Boyle – kapitan Green
- William Kunstler – sędzia
- Nelson Mandela – nauczyciel Soweto
- Ossie Davis – Eulogy Performer